# Radomír Klein Jánský
Radomír Klein Jánský (známý též jako Radko K Jansky či Radko Klánský) (11. června 1928 Plzeň – 8. října 2008) byl profesor lingvistiky a srovnávacích společenských věd na Maryville univerzitě v St. Louis, mezinárodní korespondent, publicista, literát.

## Životopis
Narodil se v Plzni otci Bohumilu Kleinovi a matce Boženě Kleinové, rozené Holubcové (12. července 1904 – 27. listopadu 1972).
Po únoru 1948 založil a organizoval protistátní odbojovou skupinu Erkvie. V témž roce emigroval do Spojených států amerických, kde prožil většinu svého dospělého života v St. Louis v Missouri. V procesu Erkvije (Jánský – Klein a spol.) bylo obviněno 24 dospělých osob a 5 mladistvých. Další čtyři osoby byly předány k vojenskému soudu. Rozsudkem z 12. února 1949 byl Klein Jánský v Československu v nepřítomnosti odsouzen k trestu smrti za organizaci protistátní skupiny.
Ve Spojených státech pracoval jako profesor lingvistiky a srovnávacích společenských věd na Maryville univerzitě v St. Louis. Se svou ženou Annou Liou Jánskou rozenou Laufovou měl šest dětí: Margarita Roxana Rochowová, Anna-Maria Drahomíra Jánská, Saturnin Martin Jánský, Alexandra Tamara Riceová, Soňa Jánská-Levá, Dominik Waldemar Jánský. Ke konci života se vrátil zpět do své rodné vlasti, kde v roce 2008 zemřel. Společně s rodiči je pochován na místním hřbitově v Svatém Janu nad Malší.
Ministerstvo obrany České republiky mu 29. ledna 2024 přiznalo status účastníka odboje a odporu proti komunismu. Téhož dne byl stejný status přiznán i jeho matce.

## Publikační činnost
- Doslov v knize Jan Cholínský: Poutník Josef Kalvoda (vyd. 2002), str. 290–303.
- TRAUMA IN TAGATALAND (Spolu s Ann Leah Jansky – jednoaktová fraška (vyd. 1963)